# Ogólnoustrojowe leczenie nowotworów
Ogólnoustrojowe leczenie nowotworów, ogólnoustrojowe leczenie przeciwnowotworowe (żargonowo: leczenie systemowe, terapia systemowa, od ang. systemic treatment, systemic therapy) – niechirurgiczne leczenie nowotworów złośliwych, stosowane przy nowotworach rozsianych, obejmujące chemioterapię, hormonoterapię i terapię biologiczną. Przy leczeniu tym istnieje duże ryzyko wystąpienia objawów niepożądanych; często jest ono także bardzo kosztowne.

## Chemioterapia
Najczęściej stosowaną metodą ogólnoustrojową jest chemioterapia, polegająca na podawaniu substancji cytostatycznych (niszczących komórki). Leki te nie działają wybiórczo na nowotwór, lecz są aktywne wobec wszystkich komórek szybko się dzielących (nabłonek układu pokarmowego, gonady, szpik kostny).

## Hormonoterapia
Hormonoterapia znajduje zastosowanie jedynie w leczeniu nowotworów hormonozależnych (wykazujących obecność odpowiednich receptorów powierzchniowych), w niektórych przypadkach między innymi raka sutka, stercza, trzonu macicy i tarczycy.

## Terapia biologiczna
Terapia biologiczna to zespół różnych metod ukierunkowanych na modyfikację wzrostu nowotworu. Przykładami interwencji biologicznej mogą być:
- immunoterapia, między innymi w przewlekłej białaczce szpikowej, raku nerki i czerniaku
- pobudzanie różnicowania komórek nowotworowych, na przykład w ostrej białaczce szpikowej
- zaburzanie procesu angiogenezy (talidomid) i inhibicja czynników wzrostu (imatynib).

Szansy na postęp w leczeniu nowotworów upatruje się obecnie w terapiach celowanych, ukierunkowanych na konkretne, znane szlaki metaboliczne. Metody klasyczne są także łączone z elementami terapii biologicznej (na przykład celowana radioterapia analogami somatostatyny).